# Oenanthe pringlei
Oenanthe pringlei är en flockblommig växtart som beskrevs av John Merle Coulter och Joseph Nelson Rose. Oenanthe pringlei ingår i släktet stäkror, och familjen flockblommiga växter. Inga underarter finns listade i Catalogue of Life.